# Hokus pokus
Hokus pokus je formule, kterou kouzelníci, iluzionisté a kejklíři provázejí své kousky podobně jako nejznámější magickou formulí Abrakadabra.
Anglická kniha o umění kejklířském z roku 1634 má název Hocus pocus jun., z čehož se soudí, že Hokus pokus bylo původně jméno kouzelníka Ochus Bochus. Na tohoto čaroděje se při svých vystoupeních odvolávali i někteří italští iluzionisté ve středověku.
Existuje dokonce názor, že by formule mohla pocházet z latinského výroku „Hoc est enim corpus meum“ (neboť toto je mé tělo – tj. Kristovo), který je součástí římskokatolické liturgie. Tato možnost se odborníkům však zdá velmi nepravděpodobná vzhledem k tomu, že lidoví baviči by asi stěží riskovali přísný trest za obvinění z urážky církve – jejíž odpor vůči všem podobám magie byl zvláště ve středověku všeobecně známý.
V češtině navíc působila podobnost se slovem „pokus“ a formule se často užívala a užívá ironicky.